# 국가보안부 (동독)
국가보안부(독일어: Ministerium für Staatssicherheit, 정식 약자 MfS), 또는 국가보안원(독일어: Staatssicherheitsdienst, SSD)은 1950년부터 1990년까지 존재했던 동독의 정보기관으로서 약칭인 슈타지(독일어: Stasi, 독일어 발음: [ˈʃtaːziː])로도 알려져 있다. 1950년에 창설되어 1990년에 해체되었으며, 반체제 인사 감시 및 탄압, 국경 경비, 해외정보 수집, 대외 공작 등을 주 임무로 하여 활동한 기관이다. 또한, 냉전 시절 당시 미국의 CIA나 소련의 KGB를 능가하는 비밀정보기관이라는 평가를 받을 정도로 동•서독을 막론하고 전 유럽에 영향을 끼친 기관으로 기록되어 있다.

## 설립 배경
1949년 독일은 독일민주공화국(이하 동독)과 독일연방공화국(이하 서독)으로 분단된다. 포츠담 회담에 의하여 분단 직후 동독에는 소비에트 연방군이 주둔하게 되었고, 이후 동독은 소비에트 연방(이하 소련)의 영향권 안에 있게 된다. 더 나아가, 동독은 소련 중심의 바르샤바 조약기구 가입국이었으며, 소련의 동맹국이었다. 슈타지는 이러한 소련의 정보기구였던 KGB의 주도하에, 동독의 국가 안보를 수호하기 위해 서독과 이를 지배하는 미국, 프랑스, 영국 등의 세력과 동조자들의 적대행위를 정찰하고 사전에 봉쇄하려는 목적으로 슈타지를 세우게 된 조직이다. 1950년 2월 8일 ‘국가안전보안성법(독일어: Gesetz über die Bildung eines Ministeriums für Staatssicherheit)’이 발효된 후, 동독 최고인민의회에서 ‘국민경제보호’라는 명목 하에 내무성 산하의 ‘보안본부(독일어: Hauptabteilung Staatssicherheit)’를 개별 부처로 독립시키기로 결정하면서 슈타지가 공식적으로 창설되었다.

## 구성

### 조직도
맨 위의 베를린 중앙본부에 국외첩보나 미결구금 등을 처리하는 총국(독일어: Hauptabteilung)이 있었고, 그 산하에 동독을 5개의 관할 영역으로 나누어 통치하는 기구들이 있었다. 이 아래에는 동독을 다시 15개의 행정대도시로 나누어 통치하는 분국이 있었으며, 그 아래로는 약 210개의 행정소도시와 7개의 대형사업장을 보호하고 감시하기 위한 분처가 있었다. 이 외에도, 슈타지는 일반적인 첩보기관과는 달리 별도의 자체 구금시설, 수사기관을 두었고, 별도의 집행관, 판사, 검사 등을 두었다.
동독을 5개의 관할 영역으로 나누어 통치하는 기구들과 그 역할은 다음과 같았다.
- 안전담당국(Arbeits-gruppe S):공작원 망과 정규 직원에 대한 철저한 보안 담당
  - 주요 분야
    - 제1과: 정부 담당
    - 제2과: 정당 담당
    - 제3과: 유럽 담당
    - 제4과: 군 담당
    - 제9과: 정보기관 담당
    - 제10과: 영향력 공작 담당
    - 제11과: 미국 담당
    - 제12과: NATO 담당

  - 학술 및 과학기술 분야
    - 제13과: 에너지, 생물, 화학 담당
    - 제14과: 전자기공학 담당
    - 제15과: 기계공학 및 수출입 통제
    - 제5과: 학술 및 과학기술부서로 들어가는 물질 자료에 대한 조사 및 평가

  - 기타 분야
    - 제16과: 공식 접촉
    - 제17과: 국경 잠입
    - 제18과: 태업 및 국가 방위
    - 제15과: 지역 조직 담당[6]

이 아래에 동독을 15개의 행정대도시로 나누어 통치하였던 분국은 다음과 같다.
- 중앙2국(Hauptabteilung II): 공식적으로 방첩의 임무를 책임지고 있었지만, 실제에 있어 매우 광범위한 분야에 걸쳐 임무를 수행했다. 동독에서 사회주의통일당의 강령에 일치하지 않는 모든 활동들은 서독 정보기관에 의해 조종되는 것이라 여겨졌기 때문에 그런 활동들을 방지하는 것이 중앙 2국의 주요 임무였다. 이들의 감시 대상에는 서독 언론인, 학술 연구 단체 등을 적성단체(feindliche Zentren)로 분류 및 포함하였다.
- 중앙 3국(Hauptabteilung III): 서독에서의 통신 및 전화 첩보 담당
- 중앙 18국(Hauptabteilung XVIII): 산업 스파이와 서독 기업인들에 대한 감시 담당
- 중앙 22국(Hauptabteilung XXII): 국제 테러 단체와의 연계 및 그들의 침투 지원
- 중앙협력국(Die Zentrale Koordinierungsgruppe): 동독인이 서독으로 탈주하는 것을 막음[6]

### 인력 편성
이러한 조직 속에서 근무하는 사람들의 구조는 다음과 같았다. 슈타지 요원은 크게 공식 요원(독일어: Hauptamtlicher Mitarbeiter)과 비공식 요원(Inoffizieller Mitarbeiter)으로 나눌 수 있다. 1989년 기준으로, 슈타지에는 91,015명의 공식 요원과 173,200명의 비공식요원이 있었다. 공식 요원들은 베를린 중앙본부나 시도 단위 지부, 읍면 단위 지부 등 각 부서에서 정식으로 근무하는 요원들이었고, 비공식 요원들은 평범한 시민의 삶을 살면서 특정 정보를 수집하여 공식 요원들에게 전달하는 역할을 하였다. 이 외에도 사회안전요원(독일어: Gesellschaftlicher Mitarbeiter), 접선요원(Kontaktperson), 동독 인민경찰 산하의 K1 요원(Mitarbeiter K1) 등이 있었다. 산술적으로 비공식 요원 1명이 100명도 안 되는 동독 주민을 감시하였다고 볼 수 있다.

### 주요 고위 간부
- 발터 울브리히트(Walter Ernst Paul Ulbricht): 1949년 동독이 설립될 때, 부수상으로 취임했던 인물이며, 1960년에서 1971년까지 국가 평의회 의장을 역임하였다. 서독과의 정치범 교환을 통해 얻은 자금이나 재화를 슈타지 조직을 증강하는데 1968년 이후부터 1972년까지 사용하여, 슈타지를 유지하는데 기여하였다.[8]
- 빌헬름 자이써(Wilhelm Seisser): 초대 국가보안장관을 역임한 인물이다. 1957년까지 장관을 지냈다.
- 에리히 밀케(Erich Mielke): 제3대 국가보안장관을 역임한 인물이며, 독일이 통일되어 슈타지가 해체될 때까지 장관을 지냈다. 문화정책이나 감시, 검열 등을 행했던 슈타지의 책임자이다.
- 에리히 호네커(Erich Honecker): 발터 울브리히트 이후에 취임하여 국가 평의회 의장을 지냈던 인물이다. 출국 제한 조치가 취해졌던 시기에, 밀케와 함께 출국 허가 등에 대한 최종 결정 권한을 가지고 있었던 인물이다.[9]

### 주요 간첩
- 귄터 기욤(Günter Guillaume): 서독 연방 총리 빌리 브란트의 그림자라고 불리었으나, 슈타지의 거물급 간첩인 것으로 밝혀져 당시 서독 사회에 큰 충격을 안겨주었다. 서독의 기밀 문서들에 쉽게 접근하여 간첩활동에 큰 활약을 하였다.
- 라이너 룹(Rainer Rupp): NATO(북대서양조약기구) 내의 간첩으로 활동하였으며, NATO의 여러 기밀과 정보전달체계를 파악하는데 큰 역할을 하였다.
- 클라우스 쿠론(Klaus Kuron): 서독 헌법보호청(BfV) 방첩과에서 근무하던 중 슈타지에 협력하는 배신을 하였으며, 서독이 동독 정보기관에 맞서 수립한 모든 방첩 작전 내용을 공작총국에 알리는 등의 활약을 하였다.
- 오토 욘(Otto John): 서독 출신 인물이지만, 국가 기밀을 동독에 누설하고, 동독의 선전공세에 개입하는 등 변절 행위를 하였다. 다만, 그러한 변절의 이유가 불명확하여 정확한 실상은 파악되지 않았다. 분명한 것은 그는 일반적인 의미의 공작원은 아니었다는 것이다.[10][11]

## 주요 역할
슈타지가 표방한 일반 임무는 다음과 같다.
종합하여 슈타지의 주 임무의 수행은 적에 대한 전략적이고 전술적인 정보를 당에 시의적절하게 제공하고, 적을 출발단계에서부터 색출하고, 방해하고, 격퇴하고, 동독에 대한 적대적 음모를 저지하고, 내부의 적들을 색출하고, 동독의 안전을 어떤 조건하에서도 보장하고, 예방과 높은 감시, 규율과 질서를 통해 파괴와 파괴 행위를 방해하는데 적합한 작업결과로 귀결되어야만 한다.
실질적으로 슈타지는 다음과 같은 역할을 수행하였다. 슈타지는 비밀정보기관(Aufklärung), 정치비밀경찰기관(Abwehr), 사법조사기관(Strafverfolgung)의 성격을 동시에 갖추고 있는 기관이었다.
외국첩보기관의 활동을 저지함으로써 스파이활동에 대한 예방적인 방어를 행하고, 동독에 위협이 될 수 있는 다른 국가 및 비국가조직의 계획과 행위에 대한 정보를 수집하는 역할을 하였다. 또 당의 정책 혹은 사회주의 사회질서에 대항하는 움직임을 미리 밝혀내어 무력화시키고 저지시키는 역할도 행하였다. 국민경제, 우편, 통신, 국경 등을 범죄행위 등으로부터 예방적으로 보호하는 역할도 슈타지의 역할이었다.
그 밖에, 동독 주민들의 해외 이주와 탈주를 저지하고, 외환 및 금수 품목을 조달하기도 하였다. 이러한 슈타지의 활동은 궁극적으로 테러 및 사보타주 등을 포함한 전쟁이나 위기상황을 조성하는 것으로 연결되었다.
하지만 어떠한 독립적인 부서로서 역할하였다고 보기는 힘들다. 슈타지는 사회주의통일당이 내리는 지시, 과제, 투쟁임무(Kampfauftrag) 등을 정확하게 수행해야만 했다. 또 거의 100%의 슈타지 요원이 사회주의통일당의 당원이었다는 점, 시도 단위 지부(BV), 읍면 단위 지부(KD) 등 슈타지의 지역 산하기관의 장은 사회주의통일당 내 각 지역부서의 장을 역임하는 경우가 많았다는 점으로 미루어보아, 슈타지는 사회주의통일당과 밀접한 연관이 있었다. 사회주의통일당의 지도부가 임무 수여자로서 기능했다면, 슈타지는 당의 안보 정책에 관한 임무 수임자로서 활동한 것이다.

### 1950년에서 1961년 사이 슈타지의 역할
동독 설립되고부터 베를린 장벽이 세워지기 전까지의 슈타지는, 시민들에 대한 폭력적인 감시를 행하던 조직이었다. 이들은 나무몽둥이를 이용하여 폭력을 일삼았고, 감시를 받던 시민들은 슈타지에 의해 죄가 있다고 규정되는 순간, 곧바로 체포되었다.
동독 주민은 슈타지에 의해 ‘요주의 인물’로 지적되는 순간부터 슈타지가 동원하는 합법•비합법적 방식에 의해 직장생활과 사회생활, 그리고 은밀한 개인적인 부분에 이르기까지 털어놓아야 했다.
이 때의 슈타지는 매사에 즉각적으로 개입하고, 공작조치(OV)를 발동하여, 공산주의 사회질서를 무너뜨릴 우려가 있는 움직임들을 미리 예방하고자 하였다. 반면, 이 당시 문학이나 대중매체와 같은 문화영역은 감시와 검열의 대상이 아니었다.

### 1961년에서 1976년 사이 슈타지의 역할
1961년 세워진 베를린 장벽으로 인해, 동독의 통치방식은 크게 변화하였고, 당의 지시를 그대로 따르는 슈타지의 역할도 크게 변화하였다. 동독 주민들이 더 이상 서독으로 이동할 수 없었던 탓에, 사회주의통일당의 권력은 더욱 강해졌다. 그에 따라 슈타지는 동독의 체제를 더욱 견고히 하기 위해, 동독 주민들이 그들의 정권 앞에서 두려워하게끔 만들기 위해 노력했고, 그 결과 그들을 더욱 감시하고, 필요한 경우 위협하고 구금했다. 조금이라도 서독에 우호적인 태도의 움직임이 보이면, 그 주모자를 색출하고, 공작을 펴 그들을 심문하고 잡아들였다.
슈타지의 역할은 문화영역까지 확대되었다. 이들은 TV, 라디오 등과 같은 대중매체, 신문, 서적 등과 같은 인쇄 매체, 공연 예술 등과 같은 대중 예술에도 신경을 썼다. 그래서 기자, 작가와 같은 사람들뿐만 아니라 방송국, 출판사, 신문사, 극장 등 이와 관련된 모든 부분들에 대해 감시하고 검열하는 등 통제를 가하였다.

### 1976년에서 1989년 사이 슈타지의 역할
소련과 미국 및 서유럽국가 간의 긴장관계가 해소되고, 냉전체제가 완화되기 시작하면서, 동독에도 다른 국가 사람들이 들어올 수 있게 되었고, 그 안에서 해외로 보도를 할 수 있게 되었다. 따라서 전에 행하였던 폭력적인 통치 방식이 해외로 보도되는 것은 동독의 위상을 떨어뜨리는 일이었기 때문에, 슈타지는 이러한 방식을 고수할 수 없게 되었고, 예전만큼 아무나 쉽게 체포하기도 어려웠다.
그래서 슈타지는 직접적으로는 자신의 통제가 드러나지 않는, 가능한 한 교묘하고 잘 드러나지 않는 방법을 사용하여 주민들을 탄압했다. 이러한 방식은 ‘심리적 테러(독일어: Zersetzung)’라는 용어로 대표될 수 있다.
‘심리적 테러’의 방식으로는, 전화감청, 감청장치설치, 비디오 감시장치설치, 비밀 또는 공개 촬영, 수신 및 발신 서신과 우편물 전면 검사, 출입국 및 국경왕래 인사에 대한 감시, 인민경찰에 의한 여권발급 및 주민등록처에 대한 감시, 감시대상의 인척, 친구, 방문자와 손님에 대한 감시, 비공식 요원을 통한 주거지 또는 직장에 대한 비밀 수색 등 다양한 방식들이 있었다.
이렇게 해서 의심스러운 사람들을 찾아낸 이후에는, 이들을 고문하였다. 그 방식으로는 방사선에 노출시키거나, 독극물(TOXDAT 실험)과 같은 방사능 물질에 노출시키는 것 등이 있었고, 이 밖에도 슈타지는 심리적 테러 조치의 일환으로 감시 대상자의 자살을 유도하거나, 협박, 유괴, 살해 등의 범법행위를 자행하기도 했다.
이전 시기에 활발했던 문화영역에서의 슈타지의 엄격한 감시와 통제는, 슈타지에 적대적이었던 시민운동의 투쟁으로 인해 통일 되기 전까지의 마지막 국면에는 그 역할이 다시 어느 정도 축소되었다.

## 대외 조직 관계

### 소련 국가보안위원회(KGB)와의 상하관계
종전 이후 동독의 공작기관은 당시 점령국인 소련의 통제하에 창설되었다. 시간이 경과하며 협력관계로 전환되긴 하였지만, 상하 관계의 명확한 구분은 지속되었다.
실제 공작 활동은 슈타지가 독자적으로 수행하였지만 방침은 소련의 지침을 따랐으며, 구체적인 작전 수행에 있어서도 소련과 매우 세세한 부분까지 상의하였다. 다만 소련의 KGB는 슈타지 활동에 대해 훤히 꿰뚫어보고 활동 결과에 대해서 무제한적으로 접근할 수 있던 반면에, 슈타지는 자매기관인 KGB의 활동 내용에 관련해 KGB가 내어주는 부분만을 제한적으로 접근할 수 있었다. 이러한 상하관계는 사실상 슈타지는 KGB의 위탁임무를 수행하는 기관 중 하나였음을 여실히 보여주고 있다.

### 동독 인민군 산하 군 첩보국(Verwaltung Aufklärung)과의 경쟁관계
주로 서독에서 활동하였으며, 정직원의 수는 약 1000명으로 추정된다. 이들은 주로 소련의 지령을 받아 군사 관련 첩보를 수행하였으며, 주로 서독과 베네룩스 국가군(벨기에, 네덜란드, 룩셈부르크), 덴마크를 주로 담당하였다. 군사기관인 군 첩보국은 슈타지와 같은 비군사 첩보기관과는 대조적으로 활용 가능한 모든 수단과 방법을 동원하여 적국의 강세를 판별하였다. 슈타지와는 어느 정도 경쟁 관계에 있었다고 볼 수 있고, 실제 슈타지 지도부에서는 1960년대 중반 이후 군 첩보국을 감시하였다. 군 첩보국은 동독 체제붕괴와 함께 해체되었으며, 관련 자료와 문서는 체제 붕괴 이후 동독 신임 국방부 장관에 의하여 전량 폐기되었다.

## 주요 활동 사례

### 귄터 기욤, 크리스탈 기욤 부부: 서독의 수뇌부에 간첩을 침투

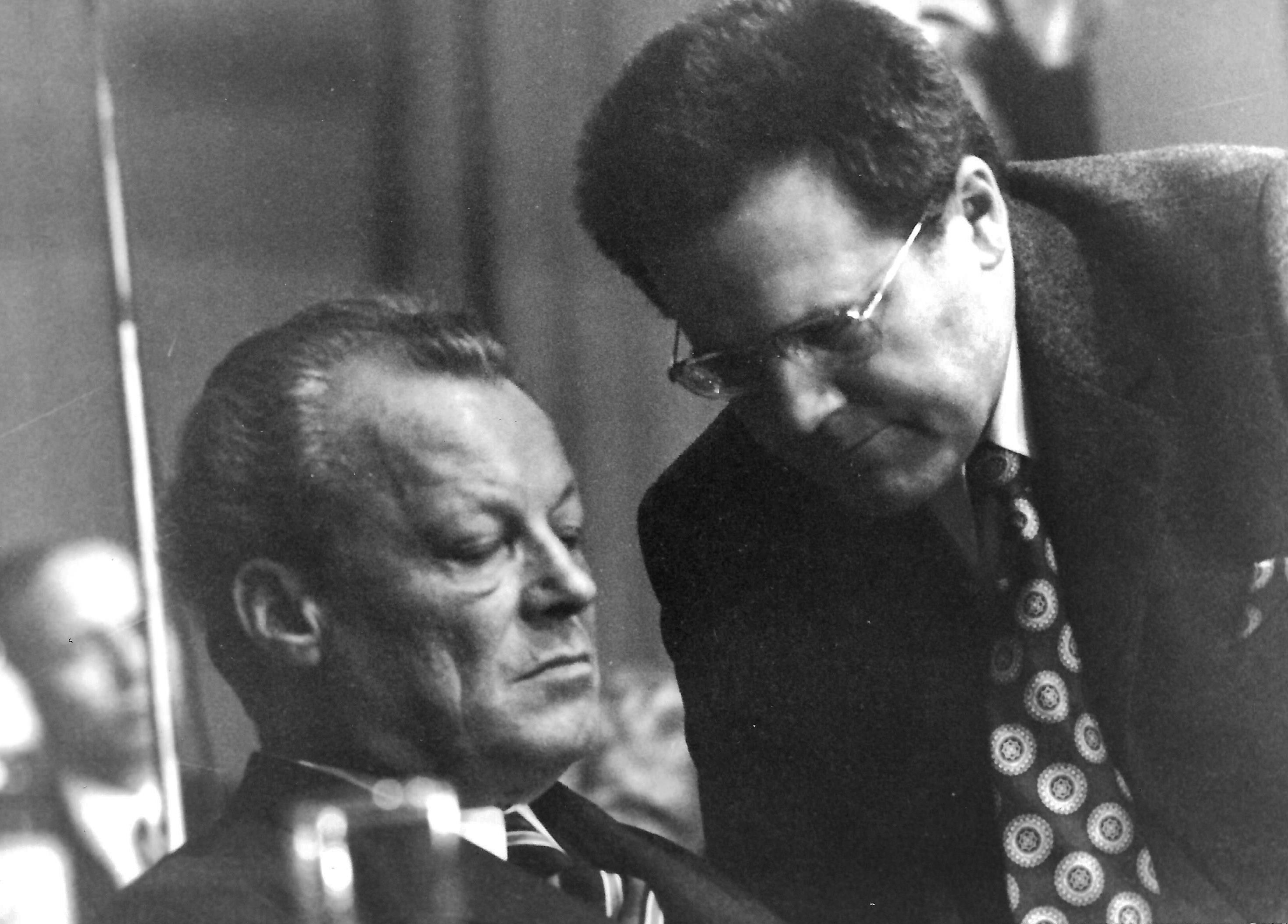
빌리 브란트 총리(좌)와 귄터 기욤(우)

귄터 기욤은 동독에서 “민중과 지식”이라는 출판사에서 사진기사 및 사진편집자로 일했으며, 대부분의 첩자가 그렇듯이 슈타지 내의 정보조직 요원이었다. 1955년 채용된 이후 1년 뒤인 1956년에 서독으로 넘어갔다. 그는 서독으로 위장 탈출한 후 독일 국적을 갖지 않은 장모를 통해 난민 수용 절차를 피해갔다. 1957년 독일 사회민주당(사민당,SPD)에 입당해서 다양한 임무를 수행했고, 1964년 프랑크푸르트의 소구역 책임자가 되었다. 그의 부인 크리스탈은 1957년부터 1964년까지 첩보 활동을 위해 사민당의 헤센 남부 지부에서 비서로 일했고, 비스바덴에 있는 주 총리실에서도 근무했다. 1968년 사민당 시의회 원내 교섭단체 SPD의 수장을 역임했고, 또한 연방장관 게오르그 레버의 선거를 돕는 임무도 맡았다. 1969년 사민당의 총선 승리덕분에 레버의 천거로 노동조합 및 노동자연대와의 접촉을 총괄하는 보좌 요원로서 연방총리실에 입성하게 되었다. 이 과정에서 그에 대한 보안조사가 제대로 이루어지지 않아 그가 공작요원인지 가려낼 수 없었다. 그는 과거에 동독 노선에 충실했고, 난민 수용 절차를 피해간 이력이 있었고, 이는 전형적인 침투 공작의 방법이었으므로 공작 가능성이 제기 되었을 것이고 상당히 부정적인 의견들이 나왔을 것이다.
기욤은 내성적인 편이라 무리에서 큰 인기를 끄는 유형의 인물은 아니었으나 근면성실한 태도와 항상 남을 돕는 자세로 인해 조직 내에서 유망한 인물로 평가 받았고, 결국 당 보좌관의 역할을 맡으며 연방 총리 빌리 브란트의 측근이 되었다. 이로써 그는 거의 모든 문서들에 접근할 수 있게 되었다. 총리의 개인 보좌관이 된 기욤은 항상 총리와 동반했고, 총리가 주고받는 모든 서류들은 그의 손을 거쳐야 했다. 재미있는 사실은 공작총국이 슈타지 공작 활동의 결과를 모아 평가한 정보검색시스템 SIRA(독일어: System der Informationsrecherche der HVA)의 자료가 1988년에 일부 복원되었는데, 기욤이 제공한 19가지 정보중 14개는 “중급가치(3급)”이었고 5개는 “고급가치(2급)”으로 평가되었다는 점이다. 기욤은 서독 총리의 그림자로 통했으나 슈타지에게는 그리 유용한 최고급 정보출처는 아니었던 것이다.
그러던 중 1973년에 서독 헌법보호청은 동독의 스파이들을 검거한다. 이들 중 한명에게 있던 메모에 ‘기욤’이란 이름이 있었고 헌법보호청은 기욤 가족의 생일과 동독에서 서독에 체류하는 스파이에게 보낸 생일 축하 무선에서의 생일이 같다는 걸 알아챘다. 기욤 부부는 서독 정부의 감시를 받다가 결국 다음 해 4월 24일 자택에서 체포되었다. 빌리 브란트 총리는 이 사건의 책임을 지고 물러났고, 기욤은 13년 징역형을 선고 받았다. 그는 7년 복역후 1981년 동서독간 스파이 교환 프로그램을 통해 형기가 끝나기 전에 출소하여 동독으로 보내졌다.

### 하인리히 뤼브케 사건: 나치 전력논란을 조장

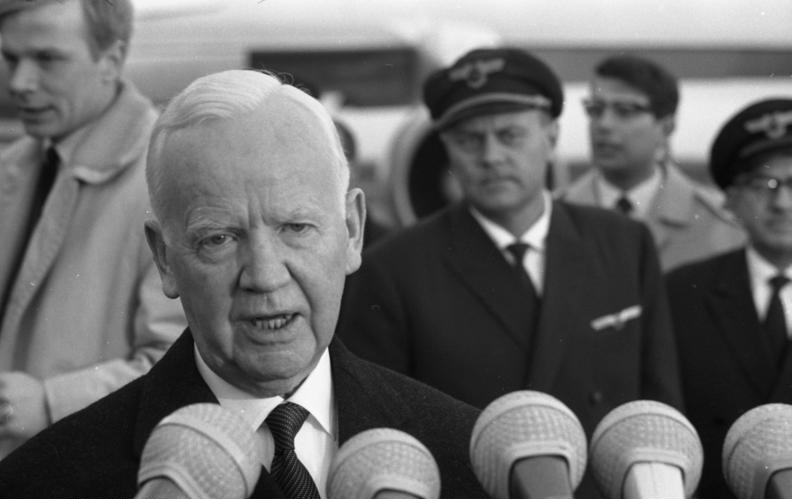
하인리히 뤼브케 대통령

동독 공산당은 서독의 지도자들을 나치(혹은 파시스트)로 몰아 붙이는 전술을 매우 애용했다. 이러한 선동적인 캠페인을 통해 동독 정권은 독일 주민들에게 자신들이 정당함을 주장하고, 서독이 추구하는 민주주의가 지니고 있는 막대한 영향력을 효과적이고 간편하게 대처할 수 있었다. 또한 이러한 수법을 통해 동독 스스로는 나치로 대변되는 독일의 과거로부터 멀어지고, 나치의 독재를 연장선상으로 두어 공산주의의 독재를 필연적인 것으로 호도하기에도 효과적이었다. 다시 말해서, 반나치주의는 동독 내 질서를 다지는 효과 뿐 아니라 서독에 끼치는 영향력에도 크게 작용했다. 그리고 여기서 가장 큰 역할을 한 기관이 역시 슈타지였다.
독일 공산당원들은 2차세계대전 직후 베를린에서 많은 양의 나치 문서들을 얻게 되었다. 그들은 이 문서를 당 중앙 사무국으로 옮겼다가 슈타지로 넘겼다. 또한 각 주 정치경찰들이 수집했던 문서들 역시 슈타지 창설과 함께 들어왔다. 그 밖에도 소련 등지로 넘어갔던 엄청난 양의 문서들을 돌려받았다. 이를 토대로 슈타지는 서독 주요인사들에 대한 나치 전력 논란을 야기시켰다. 대통령 또한 이러한 동독의 공작에서 벗어나지 못했다. 1959년 독일 제 2대 대통령 하인리히 뤼브케는 대통령에 당선된 직후 슈타지의 표적이 되었다. 처음엔 이러한 공작이 큰 반향을 불러일으키지 못했지만, 뤼브케가 임기를 마치고 다시 후보로 추천받자 동독에 설치된 문서보관소라는 기관에서는 뤼브케를 부도덕한 나치로 몰아가기 위해 자료를 수집하기 시작했다. 동독 공산당 정치국은 1964년 6월 즈음을 기점으로 뤼브케를 ‘게슈타포의 첩자’, ‘나치의 V-무기(2차 세계대전 말기에 독일군이 사용한 무인 미사일 장비)가 생산된 페네뮌데(독일어: Peenemuende)의 건설 책임자’라며 거세게 몰아붙였다. 사실 뤼브케는 나치문제는 절대 덮어두어선 안되고 반드시 자기정화를 해야 한다고 주장했던 사람이다. 하지만 이에 관계없이 동독 언론들은 그를 나치로 몰았다. 사실 문서보관소가 찾은 기록은 뤼브케가 ‘슐렘프 건설회사’의 간부로 갱도를 비행기 제작소로 개조하는 공사에 참여하여, 2000여명의 유대인 수용소 수감자들을 동원했다는 것 밖에 없었다. 그러나 언론들은 보다 과격하고 노골적인 표현으로 보도를 했다. 더구나 나치문제는 비단 독일에만 국한되지 않았기 때문에 주변국들로부터 뤼브케는 많은 비난을 받았고, 결국 대통령직에서 물러날 수 밖에 없었다.

## 해체 과정

### 시민혁명의 확산과 개혁세력의 등장
1980년대 말 소련 및 동구 공산국가들의 개혁, 개방정책은 동독 주민들에게 직접적인 영향을 주었다. 동독 지도부는 주변 국가들의 개혁과 주민들의 요구에 냉담하였고 오히려 독재 체제의 강화를 위해 노력하였다. 동독주민들은 새로운 사회를 갈망하면서 이를 행동으로 옮기기 시작한다. 그 예로, 동독 주민들은 민주화를 요구하는 시위를 하기 시작했다. 동독 내 정치적 반대세력은 주로 교회안에서만 이루어졌을 뿐 시민운동으로는 발전하지 못했었는데, 1980년대 중반 동독에서 생성된 평화운동 단체들은 동독의 체제변혁에 관심을 갖고 있는 교회를 중심으로 활동하기 시작했다. 결국, 청년들과 경험이 부족한 반정부 운동단체, 예술가와 문인들, 학자 및 지식인층이 참여하면서 새로운 정치적 구조를 지닌 시민운동으로 발전했다. 이런 단체들은 각자의 노선에 따라 동독의 개혁을 요구하면서 대중시위를 주도하였다. 동독정부는 재야단체 및 시민단체들의 목소리를 수렴할 구심점으로 원탁회를 개최했다. 이 원탁회의는 훗날 슈타지 해체에 결정적인 역할을 담당하였다.

### 슈타지의 개혁 반발
슈타지는 1989년 10월 시민들의 민주화 개혁을 요구하는 시위가 폭발적으로 증가함에 따라 자체 무장병력과 경찰들을 동원하여 시위대를 진압하였다. 슈타지는 시위가 확산됨에 따라 외부적으로 침묵하면서도 내부적으로는 새로운 정치 세력에 대한 감시 강화와 반격을 위한 무장을 강화했다. 1989년 11월 중순에 접어들면서 슈타지 내부의 상실감과 허탈감으로 인한 반항적, 자포자기적 폭력 행위 가능성이 증가되었다. 그러나 새롭게 창설된 국가안전부 지휘부의 조직적이고 명확한 행동과 결합되지 못함으로써 반혁명도 불가능하였다. 슈타지에 의한 반혁명 시도와 시위대의 개혁 요구에 대한 진압이 되지 못하면서, 본부의 정예요원들은 만약의 사태에 대비해 중요문서들을 폐기하기 시작했다.

### 슈타지의 개혁
1989년 10월 이후 동독 전 지역에서 대규모 시위가 확산되면서 시위대가 요구하는 ‘슈타지 해체’로부터 결국 정부는 슈타지의 개혁을 착수하였다. 지난 40년간 슈타지가 동독 공산당의 독재를 위한 행동대 역할을 했기 때문에 시위대는 슈타지의 전면적 폐지를 요구하였다. 동독 공산당은 초기에는 이런 극단적 요구를 거부하고 ‘민주 사회주의적’개혁에 역점을 두었다. 슈타지와 당 최고 지도부는 개혁논의 혼란속에 뚜렷한 대안 마련에 실패했고 1989년 11월 13일 과도정부의 총리로 임명된 한스 모드로가 동독지도자로서 처음으로 슈타지의 해체를 약속했다. 그러나 이 조치는 국가보안기구의 외형을 바꾸어 슈타지를 존속시키려는 것이었다. 1989년 11월 15일 슈타지를 국가안전부로 전환하는 것을 결정하고 11월 17일 조직명칭을 국가안전부로 개칭하는 조직개편을 단행하였다. 슈바니츠의 국가안전부가 기존의 조직을 계속 유지하려하고 개혁에는 진전이 없자 결국 시민들의 강력한 반발로 인해 슈타지의 해체는 본격적으로 추진되었다.

### 슈타지의 해체
슈바니츠의 국가안전부 개혁은 정부와 시민들이 원하는 것처럼 되지 않았고 구 슈타지의 중요문건들은 계속 파기되어갔다. 결국 시민운동가와 검사들의 슈타지 자료 파기 금지운동이 확산되면서 각 지역별로 슈타지 해체를 위한 시민위원회가 조직되었고 12월 4일 국가안전부는 업무 중지를 선언하였다. 12월 7일 중앙 원탁회의에서 국가안전부의 해체를 요구하였고, 모드로우 내각은 12월 8일 국가안전부의 해체를 발표하고 국가안전부 소속 주요간부 전원 사퇴 및 주요 부서, 지역사무소를 해체하였다. 슈타지 요원들은 흩어졌고 지역에서 지방, 중앙 조직 순서로 순차적으로 해체되었다. 모드로우 내각은 국가안전부를 해체하면서 또 다른 정보기관 신설을 준비했지만 이를 알게 된 중앙 원탁회의와 시민들의 압력에 의해 모드로우 정부는 전환계획도 포기했다. 1990년 1월 12일 동독 총리 모드로우는 새로운 비밀정보기관의 설립은 없다고 주장하였고 1월 15일 슈타지의 현황보고서를 원탁회의에 제출하였다. 같은 날, 현황보고서를 통해 중요 문서가 계속 파기되고 있다는 사실을 알게 된 시민들은 슈타지 본부를 장악하였다. 결국 모드로우 정부는 1990년 2월 8일 슈타지 해체 대책기구인 ‘구 슈타지 해체위원회’를 구성하였고 정부 대표 통제 하에 해체작업이 시작되었다. 1990년 3월 31일 국가안전부는 완전히 해체되고 근무자들은 전역 조치되었다. 슈타지 해체위원회가 발족되었고 ‘특별위원회’도 설치되어 슈타지 해체문제를 끊임없이 관리했다. 결국 1990년 9월 25일 슈타지 해체위원회는 최종 보고서를 제출하였다. 사실상 중요문건들은 거의 파기가 되었고 남은 슈타지 문건들은 중앙관청에서 관리를 하게 되었으며 구 슈타지 청사의 각 건물은 사무실, 박물관, 전시장으로 사용되고 있다.

## 통일 이후의 슈타지요원
슈타지 요원들의 1989년 10월 이후 동독 사회 내에서 고립화가 가중되었다. 슈바니츠의 개혁 프로그램 과정에서 전 산업분야에 전직이 추진되었으나 동독 경제사정의 악화로 제한적이었다. 또한 슈바니츠는 해체요구 과정에서 슈타지 직원들을 보호하기 위해 많은 자체 노력들을 했다. 그리고 슈타지 해체 후 실업에 대비하기 위한 계획을 준비하였으나 급박한 붕괴상황에서 실현이 되지는 않았다. 모드로우 정부는 해고 요원들을 위해 해고관련 보상규정을 준비하였으나 이런 특별 보상규정이 원탁회의에 공개되면서 비판 여론이 거세지자, 해고 보상을 포기하고 동독 노동자와 동일한 실직 수당을 지급하였다. 해고자 고용창출을 위한 일반 회사 설립 계획 또한 실패하였다. 신분과 경력을 위조하여 일반회사에 전직이 되었다 하더라도 신분이 노출되면 즉각 해고되었다. 슈타지 요원들은 해체 전까지 임용과 보상을 약속 받았으나, 결국 통일과정에서 모든 공직 근무기회는 박탈되었고 연금 이외에는 다른 사회보장 혜택은 차단되었다. 이들은 안정된 직장에 취업하기 조차 어려웠다.

## 같이 보기
- 타인의 삶(Das Leben der Anderen, 2006), 벌룬(Ballon, 2018)